# 阿斯图里亚斯王国
阿斯图里亚斯王国（拉丁語：Regnum Asturorum）是由西哥特人贵族佩拉约于公元718年在伊比利亚半岛建立的王国。这是自711年倭马亚王朝入侵并征服西哥特王朝以来在伊比利亚半岛建立的第一个基督教政治实体。公元718年佩拉约在科瓦东加战役中击败了倭马亚王朝的军队，这一战役后来被认为是再征服運動的开始。
阿斯图里亚斯的国王们乐于能在合适的时机与穆斯林签订和约，这使得国王得以重点应对巴斯克人以及在加利西亚发生的动乱。比如弗鲁埃拉一世（757年－768年在位）在位时不仅消灭了40,000名穆斯林，还击退了巴斯克人和加利西亚人，此后希罗国王（774年－783年在位）也与穆斯林签订了和约，但依旧与加利西亚人保持敌对关系。在阿方索二世（791年－842年在位）统治时期，法兰克国王查理曼以及教宗承认了他的王权，巩固了阿斯图里亚斯王国的地位。阿方索二世在位时征服了巴斯克人和加利西亚人，同时据称在圣地亚哥-德孔波斯特拉（“孔波斯特拉”由拉丁文“campus stellae”变化而来，意为“星域”）发现了雅各的圣骨，这使得欧洲各地的朝圣者来到此地，使得此前孤立的阿斯图里亚斯王国开始与法兰克的加洛林王朝及其他地方开始了沟通。阿方索二世的政策包括在巴杜利亚（今卡斯蒂利亚）边境地区减少人口，以使得北部的山区获得人口支持，这一策略使得王国的军事实力得到增强，从而得以让王国击败摩尔人，攻占里斯本、萨莫拉和科英布拉。然而在此后的几个世纪中，这些攻占活动的目的不是为了征服当地，而是纯粹为了掠夺和得到朝贡。在792－794年的几个夏季，穆斯林发动的几次袭击洗劫了阿拉瓦以及接近首都奥维耶多的阿斯图里亚斯王国中心地带。在穆斯林撤退时，阿方索二世在卢托斯的沼泽地给予了穆斯林一次痛击，歼灭了其70,000人。
阿方索二世去世后，拉米罗一世对继任王位的宫廷伯爵内波西亚诺发动了政变。双方在纳尔塞阿河的一座桥上开战，内波西亚诺被俘虏，此后被致盲并被强迫去修道院生活。拉米罗一世在位早期，维京人袭击了名为“Farum Brecantium”（今拉科鲁尼亚）的地区，于是他在加利西亚和阿斯图里亚召集了军队，击退并歼灭了不少维京人，并焚烧了其战船。859年，维京人舰队再次来到西班牙地区，但在加利西亚的海岸被唐·佩德罗（Don Pedro）伯爵屠杀。阿方索三世（866年－910年在位）统治时期，倭马亚王朝对安达卢斯的统治开始崩塌，使得阿斯图里亚斯王国得以抓住机会进行大量的领土扩张。866－881年间，加利西亚地区的西部边境扩张至今葡萄牙北部地区。878年，穆斯林侵扰了阿斯托尔加和莱昂，穆斯林的远征队由两组人马构成，一队在奥尔维戈河的波尔沃拉里亚被彻底击败，据称其损失了约13,000人。881年，阿方索三世发动了进攻，率军深入了南部边疆区，跨过塔霍河来到梅里达，然后在离城数英里的地方越过瓜地亚纳河，在被称作“奥希弗山”（Monte Oxifer）附近击败了倭马亚军队，据称约15,000名穆斯林士兵被歼灭。返回首都后，阿方索三世致力于建造奥维耶多教堂，并为自己建造一座或两座新的宫殿。
924年，弗鲁埃拉二世将首都从奥维耶多改为莱昂并在当地加冕，使得阿斯图里亚斯王国转为莱昂王国。

## 背景
阿斯图里亚斯王国发源于坎塔布连山脉的西部和中部，特别是欧罗巴山以及阿斯图里亚斯中部地区，自王国诞生后的头几十年中，王国主要的政治和军事事件都发生在该地区。根据斯特拉波、卡西乌斯·狄奥以及其他一些古希腊或古罗马地理学家的记述，在公元后初期，几个凯尔特人起源的民族居住在阿斯图里亚斯的土地上，其中包括：
- 瓦迪尼安人（西班牙语：Vadinienses），坎塔布里人的一支，居住在欧罗巴山区，其定居地在公元后的头几个个世纪中逐渐向南扩张
- 奥格诺梅西人（Orgenomesci），居住在阿斯图里亚斯东部沿海地区
- 塞利尼人，阿斯图雷斯人（英语：Astures）的一支，其定居地顺着塞利亚河延伸
- 勒贡尼斯人（西班牙语：Luggones），其重要定居点为卢卡斯阿斯图鲁姆（西班牙语：Lucus Asturum），并大多位于塞利亚河和纳隆河之间
- 阿斯图雷斯人（英语：Astures），居住在阿斯图里亚斯内陆地区，今皮洛尼亚和坎加斯德尔纳尔塞亚之间
- 佩苏里人（英语：Paesuri），居住在阿斯图里亚斯西部沿海地区，纳维亚河河口和今希洪之间

古典时期的地理学家们对上述民族的种族描述给出了相互矛盾的观点。托勒密声称阿斯图雷斯人的领地从阿斯图里亚斯中心区域向外延伸，纳维亚河和塞利亚河之间，并将后一条河流确定为与坎塔布里人领土的边界。然而其他地理学家将阿斯图雷斯人与坎塔布里人的边界定为更东边：古典时代晚期的朱利叶斯·霍诺留（Julius Honorius）在他的著作《宇宙学》（Cosmographia）中表述道，埃布罗河的泉水位于阿斯图雷斯人的领地上。无论如何，在前罗马帝国时期遍布伊比利亚半岛北部各民族间的分隔，在罗马人强加给当地的相似政治管理文化下逐渐消失，这就使得坎塔布连山脉的种族边界在那之后就不那么重要了。
但到了罗马帝国晚期－中世纪早期，当阿斯图里亚斯身份认同开始发展出来时，这种状况发生了转变：西哥特人和苏维汇贵族之间延续百年的斗争可能使得坎塔布里亚地区的人民中形成独特的身份。几次对位于拉卡里萨（La Carisa，勒纳的自治市镇）的堡垒的考古发掘中发现了用于保卫阿斯图里亚斯中部山谷，抵御经由帕哈雷斯隘口，从梅塞塔高原而来的入侵者的防线遗迹，这些防御工事的结构显示出阿斯图里亚斯的几个社群之间高度的组织与合作力度，以使得他们自己免于被南方的入侵者征服。根据碳-14测定，防御墙的历史可追溯至公元675年－725年间，在此期间发生了两次针对阿斯图里亚斯的远征：一次由西哥特国王瓦姆巴（Wamba，672年－680年在位）带领；另一次发生在倭马亚征服西班牙期间，由穆斯林瓦利穆萨·伊本·努赛尔在其领土上驻军。
阿斯图里亚斯身份认同的逐渐形成，使得在8世纪早期佩拉约在科瓦东加战役中击败穆斯林守军获得胜利并加冕后，阿斯图里亚斯王国开始成型。《阿贝尔登塞编年史》中描述科瓦东加战役称“神的天意带来了阿斯图里亚斯国王”。

## 倭马亚征服与阿斯图里亚斯的反抗

910年时的伊比利亚半岛

阿斯图里亚斯王国的建立者佩拉约（通俗拉丁语： Pelagius）可能是一位本地出身的贵族。